# Almási Ágnes
Almási Ágnes, Simon Béláné, Simon Ágnes (Budapest, 1935. június 21. – 2020. augusztus 19. (k. n.)) világbajnok asztaliteniszező.

## Sportpályafutása

### Magyar színekben
1950-től a Budapesti Vasas asztaliteniszezője volt. 1952-től 1955-ig minden évben tagja volt a magyar bajnokcsapatnak, 1953-ban Farkas Gizellával női párosban is magyar bajnok lett, így ettől az évtől bekerült a magyar válogatottba és a bukaresti világbajnokságon már a bronzérmes magyar csapat tagja volt. 1957-ig a világbajnokságokon összesen egy arany-, egy ezüst- és egy bronzérmet nyert.

### Holland színekben
1957-ben külföldre távozott, Hollandiában telepedett le. Az 1959. évi dortmundi világbajnokságon a holland válogatott tagjaként vett részt. A világbajnokság után az NSZK-beli DTC Kaiserberg asztaliteniszezője lett és áttelepült a Német Szövetségi Köztársaságba.

### NSZK színekben
Az 1960. évi zágrábi Európa-bajnokságon már – Simon Ágnes néven – az NSZK csapatának tagjaként vett részt. Kiemelkedően jól szerepelt az 1962. évi berlini Európa-bajnokságon, ahol két arany- és két ezüstérmet nyert. Itt szerzett Európa-bajnoki címe egyben pályafutása legjobb egyéni eredménye is. 1966-ban a DTC Kaiserberggel megnyerte a Bajnokcsapatok Európa Kupáját. 1971-ben, 1972-ben és 1973-ban részt vett az Európa Top 12 versenyen. Hosszú, eredményes pályafutására jellemző, hogy első világbajnoki szereplése után huszonhárom évvel – negyvenegy évesen – Európa-bajnoki bronzérmet nyert és ugyanebben az évben megnyerte az NSZK női egyéni bajnokságát is. A német válogatottságról 1979-ben mondott le, klubcsapatánál ezután még 1989-ig folytatta aktív pályafutását.

## Sporteredményei
Magyar színekben:
- világbajnok:
  - 1957, Stockholm: női páros (Mossóczy Lívia)
- világbajnoki 2. helyezett:
  - 1954, London: csapat (Farkas Gizella, Kóczián Éva, Sólyom Ilona)
- világbajnoki 3. helyezett:
  - 1953, Bukarest: csapat (Fantusz Zsuzsanna, Farkas Gizella, Kóczián Éva)
- kétszeres világbajnoki 4. helyezett:
  - 1955, Utrecht: csapat (Fantusz Zsuzsanna, Kóczián Éva, Sólyom Ilona)
  - 1957, Stockholm: csapat (Kóczián Éva, Máthé Sára, Mossóczy Lívia)
- ötszörös magyar bajnok
  - 1953: női páros (Farkas Gizella)
  - 1952, 1953, 1954, 1955: csapat

NSZK színekben:
- háromszoros Európa-bajnok:
  - 1962, Berlin: egyes
  - 1962, Berlin: csapat
  - 1968, Lyon: csapat
- Európa-bajnoki 2. helyezett:

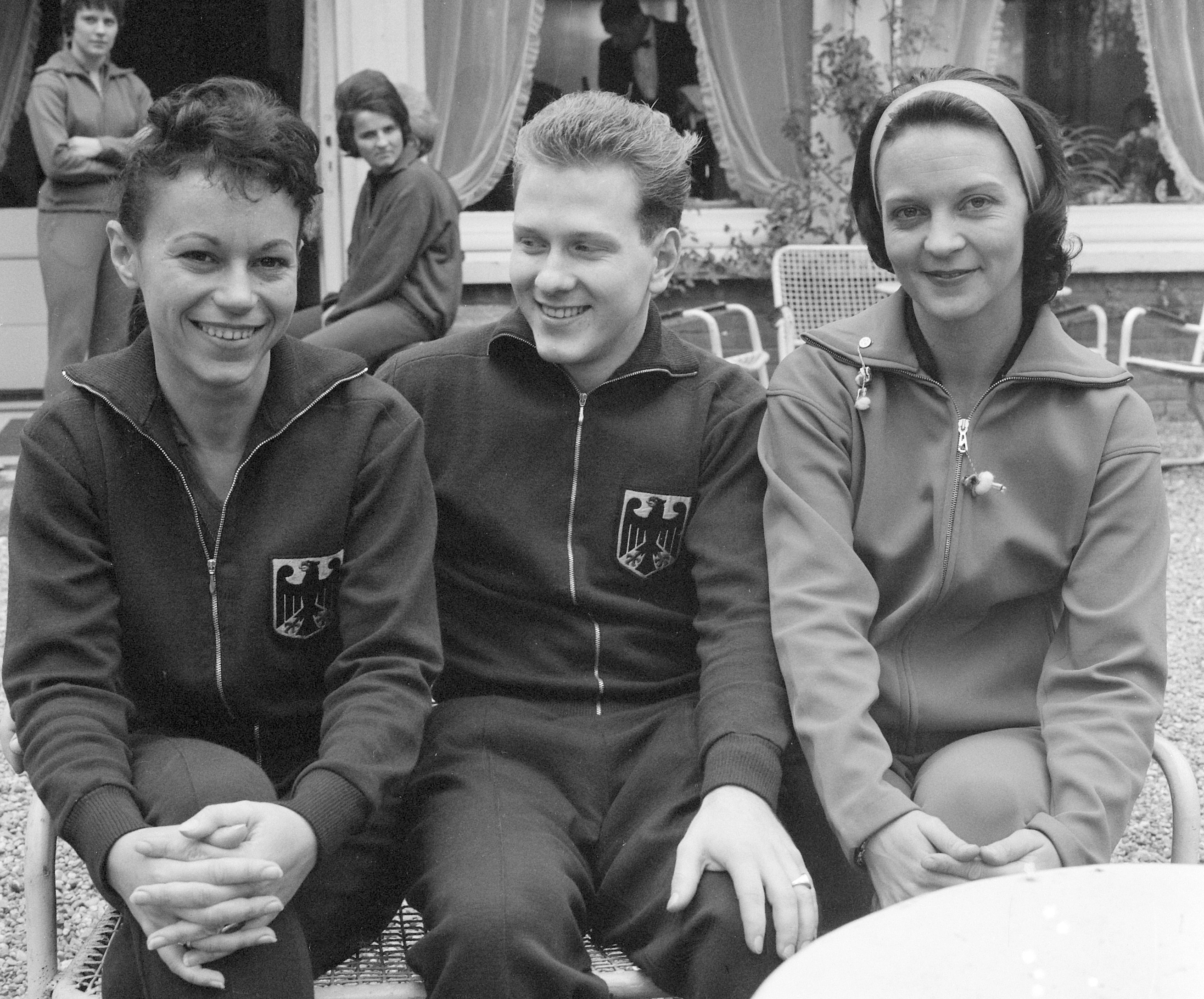
Simon Ágnes, Eberhard Schöler és Diane Rowe (angol) 1962-ben

  - 1962, Berlin: női páros (Inge Harst)
  - 1962, Berlin: vegyes páros (Eberhard Schöler)
  - 1970, Moszkva: női páros (Diane Schöler)
  - 1972, Rotterdam: csapat
- Európa-bajnoki 3. helyezett:
  - 1966, London: női páros (Edit Buchholz)
  - 1976, Prága: női páros (Monika Kneip)
- BEK-győztes (1966)
- tízszeres NSZK bajnok
  - egyes: 1967, 1969, 1976
  - női páros. 1967, 1968, 1969, 1971, 1972, 1974,
  - vegyes páros: 1968